# Puig Pedrós Nord
El Puig Pedrós Nord, Pic Pedrós Nord, o Puigpedrós de Lanós Nord és una muntanya de 2.823,4 m d'altitud situada al Massís del Carlit, concretament al límit entre l'Alta Cerdanya, i el Sabartès, al País de Foix, del Llenguadoc (Occitània) al nord, concretament entre els termes comunals d'Angostrina i Vilanova de les Escaldes i Merens.
Està situat a la zona nord del terme comunal d'Angostrina i Vilanova de les Escaldes i al nord-est del de Merens. És a prop al nord del Puig Pedrós Sud i del Puig de Coma d'Or. Amb el Puig Pedrós Sud forma una estructura comuna.
És destí freqüent de moltes de les rutes d'excusionisme del Massís del Carlit.